# TOEIC TEST DSトレーニング
『TOEIC TEST DSトレーニング』（トーイック テスト ディーエストレーニング）は、IEインスティテュートより2007年3月29日に発売されたニンテンドーDS用英語トレーニングゲーム。

## 概要
TOEIC300点以上の人を対象としたトレーニングソフト。
- 第1弾は旺文社『新TOEICテスト英単語・熟語マスタリー2000』
- 第2弾はPカレッジの一部[要説明]
- 第3弾は新公式問題集2冊[要説明]

から出題されている。
リスニングとリーディング問題計20問が出題される実力テストで推定スコアと苦手分野を把握し、トレーニングを行う。

## シリーズ作品
- もっとTOEIC TEST DSトレーニング（2008年6月12日発売）
  - ワイヤレスプレイ未対応
- TOEICテスト公式DSトレーニング（2009年8月27日発売）
  - ワイヤレスプレイ未対応
  - ETSによって承認された。